# Rivera de Olivargas
La rivera de Olivargas , también llamada río Olivargas, es un río o arroyo del sur de la península ibérica de la vertiente atlántica de Andalucía que discurre en su totalidad por el territorio del centro de la provincia de Huelva. 

## Curso
Nace en el término municipal de Almonaster la Real, en la unión del barranco del Moro y del arroyo de Acebuche, cerca de Gil Márquez y del Balneario de El Manzano, y desemboca en el río Odiel. Recibe a la rivera de Almonaster. Entre 1875 y 1882 la empresa propietaria de la mina de Cueva de la Mora realizó diversas obras para poner en marcha la explotación del yacimiento. Estos trabajos incluyeron la canalización y desvío del cauce del río Olivargas.
El embalse de mayor magnitud que regula el río Olivargas es el embalse de Olivargas (29 hm³).